# Barbara (robåd)
 For alternative betydninger, se Barbara. (Se også artikler, som begynder med Barbara)
Barbara er en slags færøbåd (en Nordmørsbåt af typen geitbåt) fra Norge af omkr. 20 fods længde. 
Navnet er efter romanfiguren Barbara af Jørgen-Frantz Jacobsen. Med båden lykkedes det to nordmænd, Tommy Skeide (32 år) og Olav Lie Gundersen (39 år) fra Ulsteinvik (Møre og Romsdal fylke), at ro fra Norge til Færøerne 7. juli-30. juli 2005, hvor de nåede Porkeri på Suðuroy.
Målet var egentlig at nå Færøerne til kappróður på Ólavsøkan i Tórshavn den 28. juli, men på grund af vejret måtte de vente fra 18. juli indtil 22. juli på Shetlandsøerne. Der er omkring 360 sømil mellem Norge og Færøerne.
Turen tilbage gik med færgen Norrøna til Bergen den 1. august.
Båden blev bygget i 2004, og der prøvede man allerede at ro til Færøerne, men forsøget måtte afbrydes efter ni døgn.